# ديفيد ويليام وارنر
ديفيد ويليام وارنر هو سياسي كندي، ولد في 18 نوفمبر 1941 في تورونتو في كندا. حزبياً، نشط في الحرب الديمقراطي الجديد لأونتاريو. وقد انتخب عضو برلمان مقاطعة أونتاريو.